# Hofschutz
Der Hofschutz war im 17. und 18. Jahrhundert ein wichtiger Beweggrund, sich um Anstellung an deutschen Höfen, u. a. am kurbayerischen Hof in München zu bemühen.
Er sicherte den Künstlern und Kunsthandwerkern die Befreiung von allen steuerlichen Abgaben an den Stadtmagistrat und verschaffte ihnen viele weitere Vorrechte wie die Befreiung vom Zunftzwang, zuweilen auch Wohnung und Werkstatt in einem dem Hof gehörenden Gebäude. Außerdem unterstanden sie ausschließlich dem Obristhofmeisteramt.

## Künstler unter Hofschutz (Auswahl)
- Johann Baptist Zimmermann (1680–1758)
- François de Cuvilliés der Ältere (1695–1768)
- François de Cuvilliés der Jüngere (1731–1777)
- Guillielmus de Grof (1676–1742)